# 奥出雲町情報通信協会
奥出雲町情報通信協会（おくいずもちょうじょうほうつうしんきょうかい）は、島根県仁多郡奥出雲町の奥出雲町ケーブルテレビ施設において、自主放送番組制作などのサービスを実施する事業者である。
通称はジョーホー奥出雲（ジョーホーおくいずも）。

## 沿革
- 1997年（平成9年） - 仁多地区（旧仁多町）で開局。当時はジョーホーにたという通称であった。[2]
- 2006年（平成18年） - 横田地区（旧横田町）にFTTH方式でエリア拡張[3]。
- 2007年（平成19年）12月 - 仁多地区のFTTH化が完了[4]。

## サービスエリア
- 島根県仁多郡奥出雲町

## 主な放送チャンネル

### 地上波系列別再放送局
| NHK-G   | NHK-E   | NNN/NNS      | ANN              | JNN      | TXN | FNN/FNS            | JAITS |
| ------- | ------- | ------------ | ---------------- | -------- | --- | ------------------ | ----- |
| NHK松江 | NHK松江 | 日本海テレビ | 広島ホームテレビ | 山陰放送 |     | さんいん中央テレビ |       |

### テレビ局
| デジタル（ID） | 放送局                                    |
| -------------- | ----------------------------------------- |
| 011(1)         | 日本海テレビ                              |
| 021(2)         | NHK松江Eテレ                              |
| 031(3)         | NHK松江総合                               |
| 051(5)         | 広島ホームテレビ                          |
| 061(6)         | BSSテレビ                                 |
| 081(8)         | さんいん中央テレビ                        |
| 111(11)        | ジョーホー奥出雲（自主放送番組）          |
| 121(12)        | お天気チャンネル/島根県議会中継（開催時） |

地上デジタルテレビジョン放送は、地上デジタル対応テレビまたはチューナーであれば視聴可能。
BSデジタル放送の放送チャンネル

### ラジオ局
| MHz  | 放送局    |
| ---- | --------- |
| 77.4 | V-air     |
| 84.5 | NHK松江FM |
| 85.0 | HFM       |

## 音声告知放送・加入者間電話
- 役場からの行政情報・各種団体からの情報などの放送が実施される。
- 告知放送の端末機は、奥出雲町が加入者に貸し出すものであり、加入者間電話・インターネットの接続端末装置となっている。